# Las Mercedes (métro de Santiago)
Las Mercedes est une station de la Ligne 4 du métro de Santiago, dans le commune de Puente Alto.

## La station
La station est ouverte depuis 2005.

## Origine étymologique
La municipalité de Puente Alto avait demandé à Metro S.A. d'honorer l'église Nuestra Señora de la Merced (fr: Notre-Dame de la Miséricorde) de Puente Alto, également connue sous le nom Parroquia Nuestra Señora de Las Mercedes, située dans le centre-ville de la commune. À la suite de cette demande, Metro S.A. baptisa la station "Las Mercedes".